# Michael Anthony (Autor)

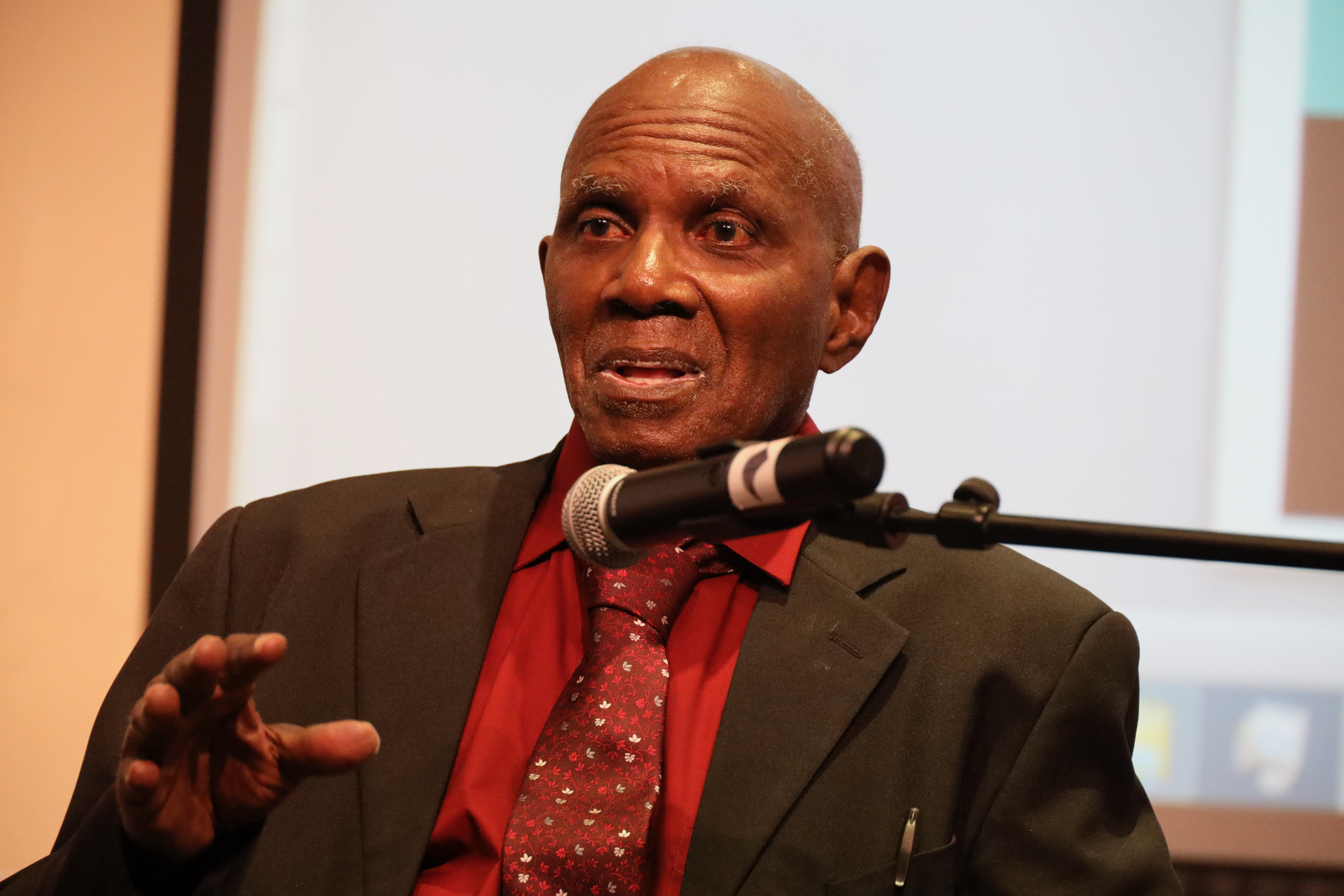
Michael Anthony (2020)

Michael Anthony (* 10. Februar 1930 in Mayaro; † 24. August 2023 in Port of Spain) war ein trinidadischer Schriftsteller und Historiker.

## Leben
Anthonys Eltern waren Nathaniel Anthony und Eva Jones Lazarus. Als Kind besuchte er die Mayaro Roman Catholic School. Sein Vater starb, als Anthony zehn Jahre alt war. In der Folge wuchs er bei Verwandten in San Fernando auf und ging dort weiter zur Schule. Ab 1944 besuchte er mit Hilfe eines Stipendiums das Junior Technical College in San Fernando. Anschließend begann er eine Ausbildung als Gussformer und arbeitete fünf Jahre in einer Wäscherei in Pointe-à-Pierre, wanderte dann aber Ende 1954 aus wirtschaftlichen Gründen nach Großbritannien aus, das damals noch Kolonialmacht Trinidads war. Dort nahm er im Laufe der Jahre verschiedene Stellen an. 1958 heiratete er in London die Schriftstellerin Yvette Phillips, mit der er zunächst drei Kinder hatte. Von 1964 bis 1968 war er als Korrektor für Reuters tätig. Da er das Klima in Großbritannien nicht mehr vertrug, zog er 1968, inspiriert durch brasilianische Bekannte in London, mit seiner Familie für zwei Jahre nach Brasilien, wo er für das diplomatische Corps Trinidads tätig war. In Brasilien wurde sein viertes Kind geboren. 1970 kehrte er nach Trinidad zurück und arbeitete die folgenden Jahre als Redakteur und Radiomoderator sowie für das trinidadische Kultusministerium. 1992 nahm er einen Lehrauftrag der University of Richmond für kreatives Schreiben an. 2015 starb seine Frau, mit der er vier Kinder hatte. Anthony lebte zuletzt im Port of Spainer Stadtteil Maraval und in New York. Er starb am 24. August 2023 in seinem Haus in Maraval.

## Wirken als Schriftsteller
Die ersten Veröffentlichungen Anthonys waren Gedichte, die 1954, also im Jahr seiner Auswanderung, im Trinidad Guardian publiziert wurden. Vor seiner Auswanderung schrieb er außerdem Kurzgeschichten für das barbadische Literaturmagazin BIM. Während seiner Zeit in London schrieb er Kurzgeschichten, die in der BBC-Sendung Caribbean Voices veröffentlicht wurden. Zur karibischen Community in London dieser Zeit gehörte auch V.S. Naipaul, der als Produzent bei der BBC Anthonys Einreichungen sichtete und ihn an den Verlag André Deutsch empfahl. Ab 1963 veröffentlichte Anthony, zunächst bei Deutsch, Romane und Kurzgeschichten, die das alltägliche oder historische Leben in seiner Heimat sowie oft eigene Kindheits- und Jugenderinnerungen zum Inhalt haben. Der Roman Streets of Conflict sticht aus seinem Werk insofern heraus, als er in Brasilien zur Zeit seines Aufenthalts dort spielt. Ab 1974 veröffentlichte Anthony außerdem Sachbücher über die Geschichte seiner Heimat.
Anthony sah sich selbst als „Geschichtenerzähler“ ohne tiefer gehende Botschaft.

“I see myself principally as a storyteller. In other words, I am not aware that I have any message. I think both the past life and the fascination of landscape play a most important part in my work.”

## Rezeption
Der Peepal-Tree-Press-Gründer Jeremy Poynting sieht in Anthonys Frühwerk „unauffällige, aber makellose Kunst“, die große Themen hinter scheinbar einfachen Geschichten verstecke. So sei sein erster Roman voller subtiler politischer Untertöne rund um das in Trinidad gerade erst überwundene Kolonialsystem, und sein zweiter Roman stelle aufblühendes und verwelkendes Leben nebeneinander und zeige dabei auf, was im Kern das Menschsein ausmache. Poynting wertet, dass die weiteren Romane Anthonys dieses Niveau nicht mehr erreichten.
Die Writers Union of Trinidad and Tobago veranstaltet seit 2014 alle zwei Jahre in Mayaro das Michael Anthony Mayaro Book Festival und vergibt den mit 20.000 TT$ dotierten Michael Anthony Award. Anthonys 1967 erschienener Roman Green Days by the River wurde 2017 durch den trinidadischen Regisseur Michael Mooleedhar verfilmt.

## Werke

### Romane
- The Games Were Coming (Deutsch, London 1963)
- The Year in San Fernando (Deutsch, London 1965)
- Green Days by the River (Deutsch, London 1967)
- Streets of Conflict (Deutsch, London 1976)
- All That Glitters (Deutsch, London 1981)
- Bright Road to El Dorado (Nelson, Walton-on-Thames 1982)
- In the Heat of the Day (Heinemann, Portsmouth 1996)
- High Tide of Intrigue (Heinemann, 2001)
- Butler – Till the Final Bell (Macmillan, London 2004)
- The Briefcase (Circle Press, Port of Spain 2013)
- The Lamp Lighter (Circle Press, Port of Spain 2013)
- The Sound of Marching Feet (2020)

### Kurzgeschichtensammlungen
- Tales for Young and Old (Stockwell, London 1967)
- Sandra Street (Heinemann, London 1973)
- Cricket in the Road (Deutsch, London 1973)
- Folk Tales and Fantasies (Columbus, Port of Spain 1976)
- The Chieftain’s Carnival (Longman, London 1993)

### Sachbücher
- Glimpses of Trinidad & Tobago: With a Glance at the West Indies (Columbus, Port of Spain 1974)
- Profile Trinidad: A Historical Survey from the Discovery to 1900 (Macmillan, London 1975)
- The Making of Port-of-Spain, Vol. 1: 1757–1939 (Key Caribbean, Port of Spain 1978)
- Port of Spain in a World at War (National Cultural Council, Port of Spain 1984)
- First in Trinidad (Circle Press, Port of Spain 1985)
- Heroes of the People of Trinidad and Tobago (Circle Press, Port of Spain 1986)
- The History of Aviation in Trinidad and Tobago 1913–1962 (Paria, Port of Spain 1987)
- A Better and Brighter Day (Circle Press, Port of Spain 1987)
- Towns and Villages of Trinidad and Tobago (Circle Press, Port of Spain 1988)
- Parade of the Carnivals of Trinidad 1839–1989 (Circle Press, Port of Spain 1989)
- The Golden Quest: The Four Voyages of Christopher Columbus (Macmillan, London 1992)
- Historical Dictionary of Trinidad and Tobago (Scarecrow, Lanham 1997)
- Anaparima (City Council of San Fernando, San Fernando 2001)
- A History of Trinidad and Tobago in the 20th Century, Vol. 1: 1901–1925 (Circle Press, Port of Spain 2010)
- The Carnivals of Trinidad and Tobago from Inception to Year 2000 (Circle Press, Port of Spain 2011)
- Christopher Columbus: The Man and His Voyages (Circle Press, Port of Spain 2012)
- Builders of the Nation of Trinidad and Tobago (Circle Press, Port of Spain 2012)

## Auszeichnungen
- 1979: Hummingbird Medal in Gold
- 2003: Ehrendoktorwürde der University of the West Indies
- 2012: Lifetime Literary Awards der NALIS
- 2014: Father of the Nation Medal of Honour in Gold